# چشمه قلقل
چشمه قُلقُل یا چشمه قلقلی یکی از آثار طبیعی روستای دربند شهرستان ازنا است که از آب آن برای کشاورزی و… استفاده می‌شود و در ایام تعطیل و تفریح محل گردش و استراحت گردشگران و مسافران است. این چشمه میان روستای دربند و شهرک ویژه اقتصادی و کمی پایین‌تر از پاسگاه محیط بانی محیط زیست شهرستان ازنا قرار گرفته و می‌توان دبی یا میزان آب دهی آنرا در حدود ۱۰ اینچ برآورد کرد. این محل زیبا و دیدنی آب صاف و زلال دارد که می‌توان گفت نوشیدن آن استرس و خستگی را از تن به در می‌کند.